# Serra de Freixa
|  | Per a altres significats, vegeu «Serra de Freixa (Soriguera)». |

La Serra de Freixa és una serra situada als municipis de Castellar de la Ribera i Lladurs (Solsonès), amb una elevació màxima de 790,6 metres.